# Salaah al-Yahyaei
Salaah Said Salim al-Yahyaei (arabisch صلاح سعيد سالم اليحيائي, DMG Ṣalāḥ Saʿīd Sālim al-Yaḥyāʾī; * 17. August 1998 in Maskat) ist ein omanischer Fußballspieler.

## Karriere

### Klub
Er begann seine Karriere bei al-Seeb. Nachdem er den Klub für die Saison 2016/17 in Richtung Fanja SC verlassen hatte, kehrte er für die Folgesaison wieder zurück. Danach wechselte er zum Dhofar SCSC. Seit Anfang Dezember 2020 ist er wieder im Kader von al-Seeb.

### Nationalmannschaft
Seinen ersten Einsatz für die omanische Nationalmannschaft hatte er am 31. August 2016 bei einer 0:4-Freundschaftsspielniederlage gegen Irland über die volle Spielzeit. Danach hatte er weitere Einsätze in Freundschafts- und Qualifikationsspielen für die Asienmeisterschaft 2019, wo er in der Hauptrunde auch in jeder Partie Einsatzminuten erhielt. Zuletzt nahm er mit seiner Mannschaft am FIFA-Arabien-Pokal 2021 teil.